# (191) Kolga

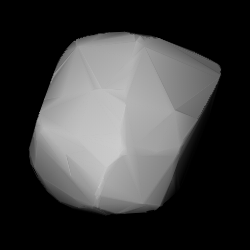
(191) Kolga (astéroïde de la ceinture principale)

(191) Kolga est un astéroïde de la ceinture principale découvert par Christian Peters le 30 septembre 1878.

## Compléments